# Slobodskoi
Slobodskoi (russisch Слободско́й) ist eine Stadt in Russland mit 33.981 Einwohnern (Stand 14. Oktober 2010). Slobodskoi liegt in der Oblast Kirow am rechten Ufer der Wjatka und befindet sich etwa 900 km nordöstlich von Moskau. Außerdem hat es über eine Nebenbahn zur 35 km entfernten Gebietshauptstadt Kirow Anbindung an die Transsibirische Eisenbahn.

## Geschichte
Als Gründungsjahr des Ortes gilt 1505, als am Wjatka-Ufer von Siedlern aus den westlichen Teilen des Großfürstentums Moskau eine sogenannte Sloboda – also eine Art wirtschaftlich unabhängige Stadt – angelegt wurde. Ihrer Gründung ging 1489 die Eroberung der Wjatka-Territorien durch Truppen des Zaren Iwan III. voraus, so dass der Ort seit seiner Gründung zu Russland gehört. Später hieß er Slobodskoi Gorodok, also Slobodastädtchen, 1599 erhielt er Stadtrechte und heißt seitdem einfach nur Slobodskoi.
Im späten 18. Jahrhundert avancierte Slobodskoi zu einer wichtigen Handelsstadt, vor allem dank seiner Lage an einem Handelsweg von Sibirien in die Nordmeerhafenstadt Archangelsk. 1782 waren bereits weit über 100 Kaufleute in der Stadt ansässig und betrieben Verarbeitung und Handel vor allem von Pelzen, Leder und landwirtschaftlichen Erzeugnissen. Anfang des 20. Jahrhunderts war Slobodskoi bereits im ganzen Gouvernement Wjatka führend in der industriellen Produktion.

### Bevölkerungsentwicklung
| Jahr | Einwohner |
| ---- | --------- |
| 1897 | 10.051    |
| 1939 | 22.796    |
| 1959 | 30.836    |
| 1970 | 34.374    |
| 1979 | 36.881    |
| 1989 | 39.249    |
| 2002 | 33.477    |
| 2009 | 33.981    |

Anmerkung: Volkszählungsdaten

## Wirtschaft
Slobodskoi verfügt auch heute noch über eine bedeutende Pelzverarbeitungsfabrik, die zu den größten Russlands gehört. Außerdem gibt es hier Möbel-, Nahrungsmittel- und Maschinenbauindustrie. In der Umgebung der Stadt wird Landwirtschaft betrieben sowie Kalkstein abgebaut.

## Sehenswürdigkeiten
Slobodskoi besitzt ein historisches Zentrum mit Heimatmuseum und sehenswerten alten Holzkirchen.

## Persönlichkeiten
- Nikolai Busch (1869–1941), Botaniker und Hochschullehrer aus Slobodskoi
- Alexander Grin (1880–1932), Schriftsteller, wurde in Slobodskoi geboren
- Jānis Rainis (1865–1929), Dichter, lebte von 1899 bis 1903 in Slobodskoi in Verbannung